# Faustball Pan American Championships 2015
Die 1. Faustball-Pan American Championship der Männer fanden vom 27. bis zum 28. August 2015 in Flanders/New Jersey (Vereinigte Staaten) statt. Die USA war somit der Erstausrichter der Faustball Pan American Championships der Männer.

## Spielplan

### Gruppenspiele
| Do., 27. August 2015 |           |   |           |                        |
| 1                    | Kolumbien | – | Brasilien | 0:2 (4:11, 2:11)       |
| 2                    | USA       | – | Brasilien | 0:2 (1:11, 5:11)       |
| 3                    | USA       | – | Chile     | 0:2 (6:11, 9:11)       |
| 4                    | Brasilien | – | Chile     | 2:0 (11:5, 11:6)       |
| 5                    | Kolumbien | – | Chile     | 0:2 (4:11, 3:11)       |
| 6                    | USA       | – | Kolumbien | 2:1 (9:11, 11:3, 11:3) |

| Pl. | Team               | Sp. | Sätze | Pkt. |
| --- | ------------------ | --- | ----- | ---- |
| 1   | Brasilien          | 3   | 6:0   | 6    |
| 2   | Chile              | 3   | 4:2   | 4    |
| 3   | Vereinigte Staaten | 3   | 2:5   | 2    |
| 4   | Kolumbien          | 3   | 1:6   | 0    |

### Halbfinale
| Fr., 28. August 2015 |           |   |           |                  |
| 7                    | Chile     | – | USA       | 2:0 (11:8, 11:6) |
| 8                    | Brasilien | – | Kolumbien | 2:0 (11:4, 11:3) |

### Platzierungsspiele
| Fr., 28. August 2015 |         |           |   |           |                        |
| 9                    | Platz 3 | USA       | – | Kolumbien | 3:0 (11:8, 11:8, 11:3) |
| 10                   | Finale  | Brasilien | – | Chile     | 3:0 (11:7, 11:7, 11:9) |

## Endergebnis
| Platz | Land               |
| ----- | ------------------ |
| 1.    | Brasilien          |
| 2.    | Chile              |
| 3.    | Vereinigte Staaten |
| 4.    | Kolumbien          |